# Блатов, Игорь Анатольевич
И́горь Анато́льевич Бла́тов (18 августа 1946 — 24 февраля 2019) — советский и российский дипломат. Чрезвычайный и полномочный посол Российской Федерации в Туркменистане (2006—2011).

## Биография
Окончил МГИМО МИД СССР (1970). На дипломатической работе с 1970 года.
- В 1972—1978 и 1983—1987 годах — атташе, третий, второй, первый секретарь Посольства СССР во Франции.
- В 1994—1996 годах — заместитель директора Департамента общеевропейского сотрудничества МИД России.
- В 1996—2000 годах — советник-посланник Посольства России в Нидерландах.
- В 2000—2006 годах — заместитель директора Генерального секретариата (Департамента) МИД России.
- С 16 января 2006 по 5 мая 2011 годах — чрезвычайный и полномочный посол Российской Федерации в Туркменистане[2][3]. Верительные грамоты вручил 11 апреля 2006 года.

С мая 2011 года — на пенсии.

## Личная жизнь
Был женат, имел сына и дочь. Владел французским, испанским и английским языками.

## Дипломатический ранг
- Чрезвычайный и полномочный посланник 2 класса (10 декабря 2012)[4].
- Чрезвычайный и полномочный посланник 1 класса (18 июля 2007)[5].
- Чрезвычайный и полномочный посол (17 января 2011)[6].